# Ópusztaszer
Ópusztaszer è un comune dell'Ungheria di 2.290 abitanti (dati 2001). È situato nella contea di Csongrád-Csanád. È particolarmente noto per essere la sede di un parco nazionale.